# Sarcophyton
Sarcophyton Lesson, 1834 è un genere di coralli della famiglia Alcyoniidae.

## Descrizione
Come ogni corallo molle è privo di un sostegno scheletrico. Ha una forma tubolare, molto allungata, con una piccola corona di tentacoli. Le dimensioni possono raggiungere i 60 centimetri.

## Biologia

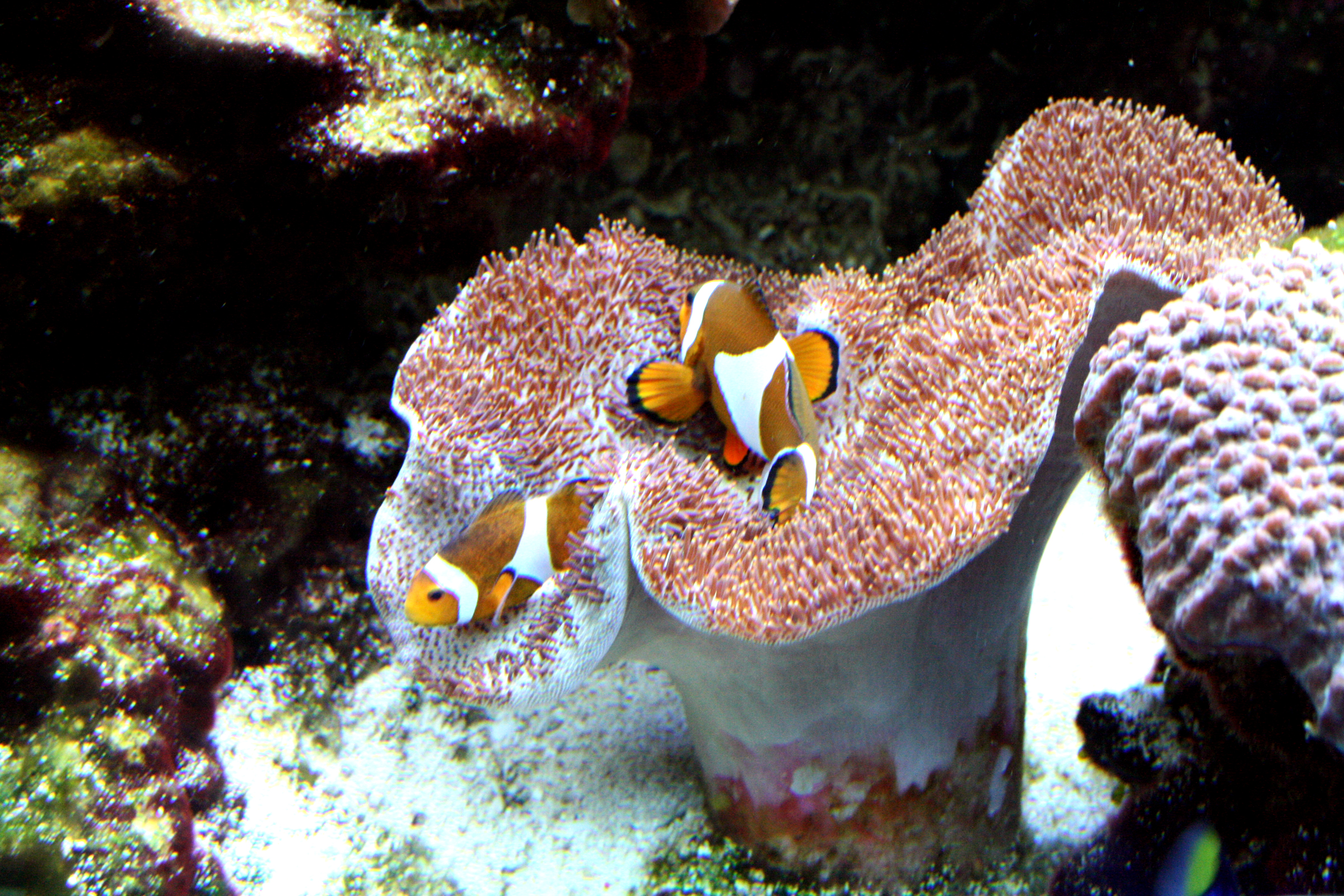
Due pesci pagliaccio in simbiosi con un Sarcophyton

Forma grosse colonie, grazie alla sua grande capacità di riprodursi velocemente per via asessuata, che permette poca variabilità ma molta prole. Ogni individuo si fissa saldamente al substrato mediante un disco adesivo, a volte simile alle radici di un albero. 

Se infastidita, la colonia contrae rapidamente i tentacoli, espellendo l'acqua che li riempie, ed assume la forma di una palla, dura e legnosa.

### Alimentazione
In natura si nutre sia dei prodotti delle zooxantelle endosimbionti sia di tutto ciò di animale che arriva a portata dei tentacoli della colonia.

## Distribuzione e habitat
È diffuso in tutti i mari tropicali e sub tropicali. Necessita una temperatura compresa tra i 24°/27°, ed una densità che oscilla tra i 1022/1024.

## Tassonomia
Il genere comprende le seguenti specie:
- Sarcophyton aalbersbergi Feussner & Waqa, 2013
- Sarcophyton acutum Tixier-Durivault, 1970
- Sarcophyton agaricum (Stimpson, 1855)
- Sarcophyton aldersladei Feussner & Waqa, 2013
- Sarcophyton alexanderi Feussner & Waqa, 2013
- Sarcophyton auritum Verseveldt & Benayahu, 1978
- Sarcophyton birkelandi Verseveldt, 1978
- Sarcophyton boettgeri Schenk, 1896
- Sarcophyton boletiforme Tixier-Durivault, 1958
- Sarcophyton buitendijki Verseveldt, 1982
- Sarcophyton cherbonnieri Tixier-Durivault, 1958
- Sarcophyton cinereum Tixier-Durivault, 1946
- Sarcophyton cornispiculatum Verseveldt, 1971
- Sarcophyton crassocaule Moser, 1919
- Sarcophyton crassum Tixier-Durivault, 1946
- Sarcophyton digitatum Moser, 1919
- Sarcophyton ehrenbergi (v. Marenzeller, 1886)
- Sarcophyton elegans Moser, 1919
- Sarcophyton expandum Kõlliker
- Sarcophyton flexuosum Tixier-Durivault, 1966
- Sarcophyton furcatum Li, 1984
- Sarcophyton gemmatum Verseveldt & Benayahu, 1978
- Sarcophyton glaucum (Quoy & Gaimard, 1833)
- Sarcophyton globoverruccatum Benayahu & Verseveldt, 1983
- Sarcophyton griffini Moser, 1919
- Sarcophyton infundibuliforme Tixier-Durivault, 1958
- Sarcophyton latum (Dana, 1846)
- Sarcophyton mililatensis Verseveldt & Tursch, 1979
- Sarcophyton minusculum Samimi Namin & van Ofwegen, 2009
- Sarcophyton nanwanensis Benayahu & Perkol-Finkel, 2004
- Sarcophyton nigrum May, 1899
- Sarcophyton pauciplicatum Verseveldt & Benayahu, 1978
- Sarcophyton portentosum Tixier-Durivault, 1970
- Sarcophyton pulchellum (Tixier-Durivault, 1957)
- Sarcophyton regulare Tixier-Durivault, 1946
- Sarcophyton roseum Pratt, 1903
- Sarcophyton serenei Tixier-Durivault, 1958
- Sarcophyton skeltoni Feussner & Waqa, 2013
- Sarcophyton soapiae Feussner & Waqa, 2013
- Sarcophyton solidum Tixier-Durivault, 1958
- Sarcophyton spinospiculatum Alderslade & Shirwaiker, 1991
- Sarcophyton spongiosum Thomson & Dean, 1931
- Sarcophyton stellatum Kükenthal, 1910
- Sarcophyton stolidotum Verseveldt, 1971
- Sarcophyton subviride Tixier-Durivault, 1958
- Sarcophyton tenuispiculatum (Thomson & Dean, 1931)
- Sarcophyton tortuosum Tixier-Durivault, 1946
- Sarcophyton trocheliophorum Von Marenzeller, 1886
- Sarcophyton tumulosum Benayahu & van Ofwegen, 2009
- Sarcophyton turschi Verseveldt, 1976

## Acquariofilia
Questo corallo è pescato unicamente per la sua alta richiesta nel campo dell'acquariofilia. In cattività è un animale dall'allevamento molto semplice, è consigliato come primo corallo per i meno esperti proprio per la robustezza che lo distingue dagli altri invertebrati. 

È adatto per un acquario di barriera, popolato da animali non aggressivi. Spesso è acquistato come corallo simbionte per i pesci pagliaccio, a causa della grande somiglianza con gli anemoni, animali troppo difficili e rischiosi per un acquariofilo alle prime armi.